# Eli Preiss
Elisabeth „Eli“ Preiss (* 9. November 1998) ist eine österreichische Sängerin.

## Biografie
Eli Preiss kam 1998 als Tochter eines Bulgaren auf Zypern zur Welt. Als Kind zog sie mit ihrer Mutter und ihrer Schwester nach Kärnten. Durch letztere fand sie Gefallen an R&B-Musikern wie Destiny’s Child, Justin Timberlake und Christina Aguilera. Nachdem sie zwölf Jahre in Kärnten gelebt hatte, zog sie nach Wien. Hier lernte sie einige Nachwuchsproduzenten kennen. Außerdem knüpfte sie Kontakte zur Boloboys-Crew.
2018 veröffentlichte sie ihre Debütsingle I Want You to Know. Die Vorherrschaft von „hartem Deutschrap“ in der deutschsprachigen Musik hielt sie zunächst davon ab, selber Deutschsprachiges zu schreiben, weil sie gefühlvolle Texte anstrebte. Ein Konzert von RIN brachte sie schließlich von der Überzeugung ab, dass diese nicht auf Deutsch gelingen können. So erschien 2020 mit Noch Down? die in der österreichischen Underground-Szene viel beachtete erste deutschsprachige Single. Kurze Zeit später unterzeichnete sie einen Plattenvertrag bei der Universal-Tochter Mom I Made It. Über diese erschien 2022 ihr Debütalbum LVL UP.

## Diskografie
Studioalben
- 2022: Lvl Up (Mom I Made It/Universal)
- 2023: b.a.d. (Mom I Made It/Universal)
- 2024: Fuck (ich liebe dich)

EPs
- 2018: EP
- 2020: Moodswings
- 2021: F.E.L.T.
- 2021: Wie ich bleib

Singles
- 2018: I Want You to Know
- 2018: Back at You
- 2019: Lost Since 1998
- 2019: Fake
- 2020: The Clock (mit I am TIM)
- 2020: Eliway
- 2020: Lonely (mit THNK PNK & Kareem Pfeifer)
- 2020: Noch Down?
- 2020: Im Kreis
- 2021: Eis
- 2021: Danke Mami (prodbypengg)
- 2021: Aba warum (feat. beslik meister, prodbypengg)
- 2021: Heißes Blei (mit SALÒ)
- 2021: Wie ich bleib (prod. B€€RLY & WAYN)
- 2021: Nimmasatt (mit Makko, prodbypengg)
- 2022: Lvl Up (prod. Tschickgott)
- 2022: Glühheisse Wüste (prod 2WOEAZY)
- 2022: Endboss (prodbypengg)
- 2022: Slide (prod. Matt Mendo)
- 2022: Wein in Wien (prod.suki)
- 2023: Flackerndes Licht (prod. Melik & Tschickgott)
- 2023: Was ist der Prei$$ (prod. Matt Mendo)
- 2023: Ganz allein (mit Drunken Masters)
- 2024: Alles (und nichts)
- 2024: Nikes
- 2024: Ohne Dich (mit Kwam.E)
- 2025: Sailor Moon (mit Makko)
- 2025: Boomerang (mit Blümchen)
- 2025: Bussi
- 2025: Wimpernschlag

Als Gastmusikerin
- 2021: D.O.D (Gola Gianni, Eli Preiss)
- 2023: Liebe im Cup (Konz, Eli Preiss)
- 2023: (Von hier bis) Tokio (prodbypengg, Eli Preiss)
- 2023: Party mit mir selbst (Bruckner, Eli Preiss)

## Auszeichnungen
- 2023: Bunte New Faces Award Music  als Best Newcomer[3]